# Pterolophia hongkongensis
Pterolophia hongkongensis là một loài bọ cánh cứng trong họ Cerambycidae.